# Tomba Galeotti
La tomba Galeotti è una delle tombe etrusche conosciute a Chiusi. Si trova a circa 5 km a sud dell'abitato, in località Gragnano.
La tomba venne scoperta nel corso dell'Ottocento ed appartiene a una fase tarda della civiltà etrusca di Chiusi, databile al II secolo a.C., come la tomba del Granduca.